# Beğendik, Olur
Beğendik là một xã thuộc huyện Olur, tỉnh Erzurum, Thổ Nhĩ Kỳ. Dân số thời điểm năm 2011 là 180 người.